# حاج شیخ تقی ایرانی وکیل‌الرعایا
حاج شیخ محمدتقی وکیل‌الرعایا (۱۲۸۵ قمری - ۱۳۱۸ خورشیدی) که نام خانوادگی ایرانی برگزید، از تجار سرشناس و مشروطه‌خواه همدان بود که در دو دوره نخست مجلس شورای ملی نمایندگی این شهرستان را به عهده گرفت. او نخستین نماینده از ولایات بود که وارد مجلس شد.
وکیل الرعایا (نمایندهٔ رعیت‌ها) عنوانی بود که اولین بار در اسناد دورهٔ صفوی در اشاره به سمت منصوب شاه برای تحقیق در خصوص بی عدالتی اداری و ترویج هماهنگی در حکمرانی، تجارت و طبقات جامعه ظاهر شد. تا اواخر دورهٔ قاجار به نظر می‌رسد این لقب به یکی از القاب متعدد برای چهره‌ها تنزل کرده بود. این لقب را انجمن همدان به افتخار خدمات حاج شیخ تقی به انقلاب مشروطیت به او داد.
حاج شیخ تقی در دوره اول نمایندگی برای امور گوناگون انساندوستانه به جمع‌آوری اعانه پرداخت و با معین‌التجار بوشهری که از نمایندگان تثبیت شده‌تر و محافظه‌کارتر بود، درگیری داشت. 
در مارس ۱۹۰۸ وکیل‌الرعایا با حمایت سید حسن تقی‌زاده موفق شد از حق انجمن سیاسی برای زنان حمایت کند. در مجلس دوم دوباره انتخاب شد و مجدداً از حقوق زنان صحبت کرد. وقتی قانون انتخابات که کمیسیونی به ریاست ذکاءالملک فروغی تدوین کرده بود، در دهم مرداد ۱۲۹۰ خورشیدی در مجلس مطرح شد، حاج شیخ تقی از بین نمایندگی تنها کسی بود که خواهان حق رأی زنان شد.
فروغی با حمایت نمایندگان «منطقی تر» (حاج شیخ تقی از قبل معروف به نامعمول بودن شده بود) توضیح داد که از لحاظ اصولی مخالفتی وجود ندارد ولی زنان ایران هنوز برای رأی دادن آماده نیستند. این مناقشه توجه بین‌المللی به خود جلب کرد و حتی به افسانه‌های فمینیستی وارد شد: روایت بر این است که یک روحانی عالی رتبه حاج شیخ تقی را به سبب این اعتراضش از مجلس اخراج کرد. اگر نظرات وکیل الرعایا چیره شده بود، ایران از لحاظ زمان اعطای حق رأی به زنان سال‌ها از بریتانیا و تقریباً از همهٔ دیگر دمکراسی‌های پارلمانی جلوتر بود. در سال ۱۹۱۱ فقط چهار کشور به زنان اجازه رأی دادن اعطا کرده بودند.
سید حسن مدرس در پاسخ به وکیل‌الرعایا در مجلس گفت: «برهان این است که امروز ما هر چه تأمل می‌کنیم می‌بینیم خداوند قابلیت در اینها قرار نداده است که لیاقت حق انتخاب را داشته باشند. مستضعفین و مستضعفات و آن‌ها از آن نمره‌اند که عقول آن‌ها استعداد ندارد و گذشته از این که در حقیقت نسوان در مذهب اسلام ما در تحت قیمومیتند الرجال قوامون علی النساء در تحت قیومیت رجال هستند و مذهب رسمی ما اسلام است. آن‌ها در تحت قیمومیتند. ابداً حق انتخاب نخواهند داشت. دیگران باید حفظ حقوق زن‌ها را بکنند که خداوند هم در قرآن می‌فرماید در تحت قیومیت اند و حق انتخاب نخواهند داشت هم دینی هم دنیوی. این مسئله‌ای بود که اجمالاً عرض شد.»
نوه وکیل‌الرعایا به نام منوچهر ایرانی پس از کودتای ۲۸ مرداد ۱۳۳۲ به نمایندگی لار در مجلس شورای ملی انتخاب شد اما به دلیل آن‌که محلی نبود و مجلس تشخیص داد که سابقه و شناخته‌شدگی در محل نداشته و انتخاب شدندش خلاف قانون انتخابات است، اعتبارنامه او را رد کرد.